# Carex rubrobrunnea
Carex rubrobrunnea är en halvgräsart som beskrevs av Charles Baron Clarke. Carex rubrobrunnea ingår i släktet starrar, och familjen halvgräs.

## Underarter
Arten delas in i följande underarter:
- C. r. brevibracteata
- C. r. rubrobrunnea
- C. r. taliensis